# Járnsíða
Járnsíða (del nórdico antiguo: flanco de hierro) fue un códice de leyes impuesto por Magnus VI de Noruega a Islandia y escrito por el escaldo Sturla Þórðarson tras la disolución de la Mancomunidad Islandesa con la firma del «Gamli sáttmáli» («Pacto antiguo») en 1264.
Járnsíða entró en vigor entre 1271 y 1273, sustituyendo al Grágás. Entre otras cosas, el códice cede todo el poder legislativo a la corona, la abolición del sistema de caudillaje goðar, y la reforma del Alþingi (parlamento). Hacia 1281, Járnsíða fue sustituida a su vez por el Jónsbók.